# Ochrolechia microstictoides
Ochrolechia microstictoides är en lavart som beskrevs av Räsänen. Ochrolechia microstictoides ingår i släktet Ochrolechia och familjen Ochrolechiaceae.  Arten är reproducerande i Sverige. Inga underarter finns listade i Catalogue of Life.